# Familja Moderne
Familja Moderne (svenska Moderna Familjen) är en albansk TV-serie som började sändas ett år efter kriget i Kosovo. Denna serie lanserades av RTK (Radio Televisioni i Kosoves).

## Skådespelarna
- Dibran Tahiri - Dini
- Myrvete Kurtishi - Drita
- Luan Jaha - Daja Skender
- Xhejlane Godanci - Buqja
- Armond Morina - Ardiani
- Nëntor Fetiu - Korabi
- Yllka Gashi - Zana
- Vlora Merovci - Alma
- Leze Qena - Gjyshja
- Ilir Prapashtica - Longari
- Kushtrim Hoxha - Fita
- Ernest Malazogu - Daja Fisnik
- Ahmet Spahiu - Mixha Bajram
- Gresa Pallaska - Trendelina
- Blerta Syla - Ema